# Manfred Niemeyer
Manfred Niemeyer (* 15. Mai 1947 in Sondershausen) ist ein deutscher Slawist.

## Leben
Nach der Promotion A zum Dr. phil. 1980 in Greifswald und der Promotion B 1987 ebenda wurde er dort Professor für slawische Sprachwissenschaft.

## Schriften (Auswahl)
- Kleines Verwaltungswörterbuch. Deutsch-polnisch/polnisch-deutsch. Mały słownik administracyjny. Greifswald 2000, ISBN 978-3-86006-141-1.
- Handwörterbuch der Verwaltungssprache. Deutsch-polnisch. Polnisch-deutsch. Słownik podre̜czny je̜zyka administracyjnego. Greifswald 2002, ISBN 978-3-86006-181-7.
- Kreis Uecker-Randow. Quellen- und Literatursammlung zu den Ortsnamen. Greifswald 2003, ISBN 978-3-86006-197-8.
- Kreis Nordvorpommern. Quellen- und Literatursammlung zu den Ortsnamen. Greifswald 2007, ISBN 978-3-86006-266-1.

Als Herausgeber:
- Deutsches Ortsnamenbuch. Hrsg. von Manfred Niemeyer. Walter de Gruyter, Berlin/Boston, Mass. 2012, ISBN 978-3-11-018908-7.